# 守奉
守奉（スボン、朝鮮語: 수봉、1646年〜？）は、韓国李氏朝鮮粛宗時の奴婢出身自由民である。彼は奴婢身分で財産を集めそしてお錢として平民身分との姓氏、本貫と両班身分を獲得した。彼の子孫は安東市陶山面、晋州市、漢城などで散って身分と本名を隠して、偽りで戸籍を作って両班ふりをすることに成功する。奴隷がお金を与えて両班の身分を購入したことが明らかになった、実在の証拠資料の一つである。慶尚南道丹城縣（現在の山淸郡丹城面の南部）出身。

## 生涯
彼は奴婢㖙卜や於連と奴隷丹文の娘女性奴婢淑香の息子として生まれた。守奉は奴隷として姓氏がなく、本貫は金海になっていた。親祖父の名前は知らない戸籍に記録した。慶尚南道丹城縣に居住する没落した両班沈廷亮家の奴婢であり、彼は沈廷亮家の奴婢70人の中の一人である。そして、彼は家の外居奴婢であった。沈廷亮家の外居奴婢は、13人で守奉はどのように所有者の信頼を得て家の外居奴婢がされたかは知ることができない。
1675年（粛宗1）〜1678年（粛宗4）当時、朝鮮には深刻の凶作と大飢饉がした。守奉はこの時、多くの穀物と米を政府に納め、奴婢身分から解放、平民の身分となった。以後、守奉は金氏の姓氏と金海という本貫を購入しました。彼は、既存の金海金氏そして慶州金氏の分家新金海金氏、日系帰化人2人の子孫金海金氏とも関連がない新しい金海金氏の始祖となった。1695年（粛宗21）〜1696年（粛宗22）に再び朝鮮には凶作と飢饉が発生し、この時、守奉は再び大量の穀物と米を政府に納め、通政大夫（正三品）の官職を購入しました。
1678年に慶南丹城縣の戸籍臺帳は金守奉の名前はなくと奴婢守奉がある。1717年に丹城縣住民金興發の戸籍に父の名前金守奉での役職は納粟通政大夫となっている、ところが金興發の祖父と曽祖父の兵役がない。韓国李氏朝鮮は平民の身分であれば、すべての兵役が課されて、兵士になったり、兵士の代わりに綿布を税金で支払わなければならいた。
1717年に息子の金興發の戸籍に出てきた金守奉と納粟通政大夫職級は、そのと一致する。その戸籍は金興發の外祖父の名前は李今金である。ところが1678年奴婢守奉の妻父親の名前は金金伊ある。ところが、金金伊が李生、李姓をいる人の子と出ている。したがって金金伊は李金金で、李今金と同一人物であることが確認された。李姓の名前不明の両班や平民は奴婢の女性1人と性交をして、息子金金伊が生まれたが、お金を与えて奴婢で救出せずに放置した。1717年金興發の戸籍の父の氏名金守奉と祖父李今金と1678年奴婢守奉戸籍の奴婢守奉と守奉の妻父李金金伊は同一人物で確認された。高麗大学韓国史学科權乃顯教授は2000年代慶尚南道の李氏朝鮮時代の戸籍の現在存在っていることを追跡する過程でが判明した。
高麗大学韓国史学科權乃顯教授は守奉の末の息子が初めて平民の義務である軍役で錢を使って外あと、孫・ひ孫の円相当数が中人階層に上昇し、1830〜1860年には、5世孫と6世孫の時代になっ相当数が両班の位置に上った追跡こなす。 韓国の奴婢たち系譜と姓氏、本貫をお錢を与え事故、両班のふりをしたことが記録に残された事例となった。彼の子孫は安東陶山面、晋州市、ソウルなどで散って身分と本名を隠して、偽りで戸籍を作って両班ふりをすることに成功する。
守奉の4代目の孫金成種は1825年安東市陶山面に移住し、金海金氏より威勢が高かっ安東金氏に変える。しかし失敗して、元どおりに金海金氏に還元された。やはり陶山面に移住した守奉の他の4代代目の孫金種元と金種元の家族は安東金氏に戸籍を変える成功する。守奉の子孫は、他の地域に移住して、名前を変えて身分を偽造することに成功する。